# Rivière aux Saumons (vattendrag i Kanada, lat 48,69, long -72,50)
Rivière aux Saumons är ett vattendrag i Kanada.   Det ligger i provinsen Québec, i den östra delen av landet, 400 km nordost om huvudstaden Ottawa.
Trakten runt Rivière aux Saumons består till största delen av jordbruksmark. Runt Rivière aux Saumons är det ganska tätbefolkat, med 54 invånare per kvadratkilometer.